# Mouna-Hodan Ahmed
Mouna-Hodan Ahmed (Mouna-Hodan Ahmed Ismail, arabisch منى هودان احمد, geb. 1972) ist eine frankophone Professorin und Schriftstellerin in Dschibuti. Sie ist eine der wenigen Wissenschaftlerinnen des Landes.

## Leben
Mouna-Hodan Ahmed wurde in eine Familie mit fünf Kindern geboren. Sie erhielt ihre Schulausbildung in Dschibuti und setzte ihre Studien in Frankreich fort. Sie kehrte dann in ihr Heimatland zurück als Professorin für Französisch.
Ihr erster Roman, Les Enfants du khat (Kinder des Khat), wurde 2002 veröffentlicht. Er beschreibt das Leben einer jungen Frau aus Dschibuti, der ältesten Tochter einer Familie, in welcher der Vater süchtig nach Khat ist. Die Mutter dagegen arbeitet unermüdlich, um die Familie zu ernähren.